# La Palma (Los Santos)
La Palma è un comune (corregimiento) della Repubblica di Panama situato nel distretto di Las Tablas, provincia di Los Santos. Si estende su una superficie di 10,5 km² e conta una popolazione di 1.247 abitanti (censimento 2010).